# Lake Simcoe Regional Airport
Lake Simcoe Regional Airport (engelska: Oro Barrie Orillia Regional Airport, Oro Station) är en flygplats i Kanada.   Den ligger i provinsen Ontario, i den sydöstra delen av landet, 300 km väster om huvudstaden Ottawa. Lake Simcoe Regional Airport ligger 285 meter över havet.
Terrängen runt Lake Simcoe Regional Airport är platt. Runt Lake Simcoe Regional Airport är det ganska glesbefolkat, med 35 invånare per kvadratkilometer.. Närmaste större samhälle är Barrie, 12,9 km sydväst om Lake Simcoe Regional Airport. 
Omgivningarna runt Lake Simcoe Regional Airport är en mosaik av jordbruksmark och naturlig växtlighet.